# Chuej-neng
Chuej-neng (čínsky pchin-jinem Huìnéng, znaky 慧能 nebo 惠能, 638–713), někdy nazýván Daikan Enó, byl čínský čchanový mnich, který byl jednou z nejvýznamnějších postav zenu. Založil takzvanou Jižní školu, která se stal dominantní v Číně i Japonsku.
Narodil se v Číně. V raném věku mu zemřel otec. Jeho rodina byla velice chudá a nemohla si dovolit poslat Chuej-nenga do školy. Legenda praví, že jednou Chuej-neng náhodou zaslechl Dimantovou sútru a zažil stav procitnutí a rozhodl se vydat ve stopách Buddhova učení. Vydal se na cestu a po třech dnech pěší chůze dorazil do kláštera, který vedl Chung-žen, 5. patriarcha čchanového učení. Poté, co Chuej-neng prokázal své schopnosti, Chung-žen jej učinil 6. patriarchou čchanu.
Jeho učení je shrnuto v Tribunové sútře šestého patriarchy, která byla přeložena do češtiny Oldřichem Králem. Jde o jeden z nejvlivnějších textů čínského buddhismu.